# Église Sainte-Catherine de Grude
Pour les articles homonymes, voir Église Sainte-Catherine.
L'église Sainte-Catherine est située en Bosnie-Herzégovine, dans la ville de Grude et dans la municipalité de Grude.